# Izeron
Izeron é uma comuna francesa na região administrativa de Auvérnia-Ródano-Alpes, no departamento de Isère. Estende-se por uma área de 17,19 km². Em 2010 a comuna tinha 748 habitantes (densidade: 43,5 hab./km²).